# Dangerous Curve Ahead
Dangerous Curve Ahead è un film muto del 1921 diretto da E. Mason Hopper. Di genere melodrammatico, fu sceneggiato da Julien Josephson su un soggetto di Rupert Hughes. Gli interpreti erano Helene Chadwick, Richard Dix, Maurice 'Lefty' Flynn, un ex giocatore di football passato al cinema.

## Trama

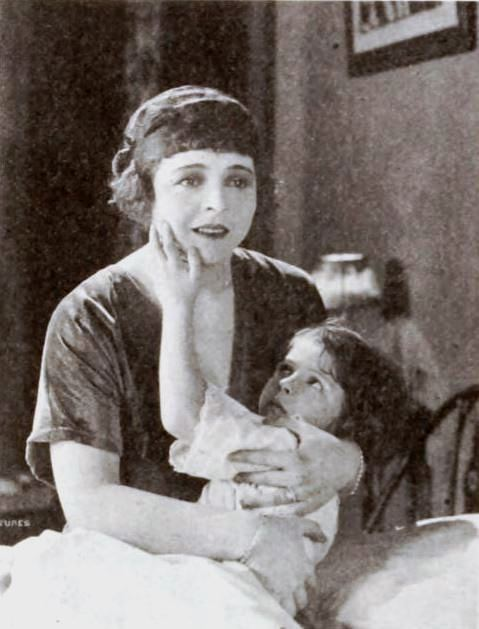
Helene Chadwick e il piccolo Robert DeVilbiss

Phoebe Mabee è una bella ragazza di provincia. Benché sia già fidanzata con Harley Jones, civetta volentieri con Anson Newton, un giovane della buona società. Passano alcuni anni. Phoebe è diventata la signora Jones e, quando Harley viene mandato all'estero per lavoro, lei prende i figli per andare a passare un periodo di tempo in un resort estivo. Lì, ritrova Anson, con il quale rinnova la vecchia conoscenza. Inaspettatamente, ritorna Harley. L'uomo rimane indignato quando viene a sapere che la moglie, pur di recarsi a una serata elegante dalla zia di Anson, non ha nessuna intenzione di rinunciare all'evento per restare ad assistere il figlio malato. Nonostante tutto, alla fine, in Phoebe prevarrà l'istinto materno: la donna, infatti, lascia la cena per tornare dal piccolo malato, riconciliandosi poi anche con il marito.

## Produzione
Il film fu prodotto dalla Goldwyn Pictures Corporation con il titolo di lavorazione Mr. & Mrs. Miserable Jones. La rivista Moving Picture World del 20 novembre 1920 riportava che le riprese erano iniziate all'isola di Catalina.

## Distribuzione
Il copyright del film, richiesto dalla Goldwyn, fu registrato il 27 luglio 1921 con il numero LP16785.

Distribuito dalla Goldwyn Pictures Corporation, il film uscì nelle sale statunitensi il 2 ottobre 1921, debuttando simultaneamente al California Theatre di Los Angeles e al Capitol Theatre di New York. In Finlandia, venne distribuito il 25 dicembre 1922; in Francia, il 26 gennaio 1923 con il titolo Tournant dangereux; in Spagna prese il titolo Cuidado con la curva, in Svezia quello di Pass opp för kärleken.
Non si conoscono copie ancora esistenti della pellicola che viene considerata presumibilmente perduta.